# Put on Your Old Grey Bonnet
Put on Your Old Grey Bonnet ist ein Popsong, den Stanley Murphy und Percy Wenrich verfassten und 1909 veröffentlichten.

## Hintergrund
Percy Wenrich hatte mit Put on Your Old Grey Bonnet einen ersten großen Hit, der sich über zwei Millionen Mal (als Notenblätter) verkaufte.

## Erste Aufnahmen und spätere Coverversionen
Die erste Aufnahme des Songs durch das Vokalensemble Haydn Quartet kam im November 1909 in den Vereinigten Staaten auf Position 1 der Charts. Auch Byron G. Harlan (l910, #6) war in den Hitparaden erfolgreich vertreten. Der Song wurde auch von Arthur Clough (1910) und dem Gesangsduo Helen Clark & Joseph A. Phillips (Edison Diamond Disc 50606-L) aufgenommen.
Zu den Musikern, die den Song ab 1930 coverten, gehörten das Casa Loma Orchestra, Gene Kardos, Claude Hopkins, Milt Herth, Jimmie Lunceford, Wingy Manone, Svend Asmussen, Tiny Hill, Raymond Burke, Johnny Wiggs, Percy Humphrey, in Paris Grégor et ses Grégoriens und Sidney Bechet.
Der Diskograf Tom Lord listet im Bereich des Jazz insgesamt 121 (Stand 2016) Coverversionen, u. a. von Frank Trumbauer, Ken Colyer, Jimmy Archey, Chris Barber, Kid Ory, Bob Scobey, Pee Wee Hunt, Pearl Bailey, Franz Jackson, Pete Fountain, Kid Thomas Valentine, Coleman Hawkins (Today and Now) und Monty Sunshine. Verwendung fand der Song in dem Bugs-Bunny-Zeichentrickfilm Little Red Riding Rabbit (1944, Regie Friz Freleng). Auch Milton Brown, Jimmy Durante, Frank Sinatra und The Mills Brothers coverten den Song.